# Roumoules
Roumoules település Franciaországban, Alpes-de-Haute-Provence megyében. Lakosainak száma 732 fő (2022. január 1.). Roumoules Montagnac-Montpezat, Moustiers-Sainte-Marie, Puimoisson, Riez és Sainte-Croix-du-Verdon községekkel határos.

## Népesség
A település népessége az elmúlt években az alábbi módon változott:
| Lakosok száma | 214  | 301  | 469  | 714  | 711  | 746  | 746  | 738  | 734  | 732  |
|               | 1968 | 1982 | 1990 | 2006 | 2013 | 2015 | 2017 | 2019 | 2020 | 2022 |